# Крымская, Вера Петровна
Вера Петровна Крымская (1896—1963) — советская учёная-методист, Заслуженный учитель школы РСФСР (1947), член-корреспондент Академии педагогических наук РСФСР (1950); кандидат педагогических наук.
Автор более 20 работ и трёх монографий по методике преподавания русского языка в школе.

## Биография
Родилась 11 марта (23 марта по новому стилю) 1896 года в Киеве в семье служащего.
Росла и училась в Могилёве, где окончила в 1914 году гимназию. С 14 лет занималась репетиторством, мечтая стать учителем. В 1916 году окончила Учительский институт.
Уже будучи замужем, с 1916 по 1930 годы жила со своей семьей в городе Рудня.
В 1933 году семья переехала в город Златоуст. В 1933—1937 годах продолжила своё образование в Пермском педагогическом институте и в 1936 году переехала в Свердловск.
В Свердловске начала работать в средней школе, где вела уроки русского языка и литературы. Начиная с 1938 года и до конца жизни преподавала в Свердловском государственном педагогическом институте. В 1952 году в Москве, в НИИ методов обучения АПН РСФСР, она защитила кандидатскую диссертацию по теме «Работа по русскому языку в 10 классе средней школы на материале программы произведений по литературе».
Также занималась общественной деятельностью — избиралась депутатом Свердловского горсовета (1947) и Верховного Совета РСФСР (1951, 1955).
Была награждена знаком «Отличник народного просвещения» (1944), орденом Ленина и двумя орденами Трудового Красного Знамени, а также медалью «За доблестный труд в Великой Отечественной войне 1941-45 гг.».
Умерла 29 сентября 1963 года в Свердловске. Похоронена на Широкореченском кладбище.